# Bergtjärnen (Järna socken, Dalarna, 671109-142316)
Bergtjärnen är en sjö i Vansbro kommun i Dalarna och ingår i Dalälvens huvudavrinningsområde.